# Automotrici FRT/SSIF ABDe 4/4 11-18
La denominazione ABDe 4/4 identifica un gruppo di elettromotrici a scartamento metrico in servizio sulla ferrovia Locarno-Domodossola.

## Storia
In vista dell'apertura, nel 1923, della linea ferroviaria tra Locarno e Domodossola, le due Società concessionarie, SSIF e FRT, ordinarono alle ditte Carminati & Toselli (per la parte meccanica) e TIBB (per la parte elettrica) un totale di otto elettromotrici (entrate in servizio con la denominazione BCFe 4/4). In origine le unità da 11 a 16 appartenevano alla SSIF e le restanti due, 17 e 18, alle FRT. Nel corso degli anni sessanta queste ultime vennero cedute alla Compagnia italiana.

## Caratteristiche
Come si evince dalla classificazione, tutti gli assi sono motori. I veicoli sono equipaggiati di freno pneumatico, elettrodinamico e a mano.
Le casse, originariamente realizzate in legno ricoperto di lamiera, sono state, su alcune unità, ricostruite interamente in acciaio.

## Impiego
Concepite per espletare sia il traffico merci che quello passeggeri, le ABDe 4/4 sono state progressivamente ritirate dal servizio regolare con l'arrivo sulla linea di elettrotreni di nuova concezione.
La motrice nº 17 è stata restaurata come mezzo storico alla fine degli anni ottanta. Al netto di incidenti e dismissioni, restano in servizio presso la SSIF (come motrici di servizio) le unità nº 16, 17 e 18.

## Lista dei mezzi
- ABDe 4/4 11: demolita nel 1966 in seguito a un incendio.
- ABDe 4/4 12: demolita nel 1981 in seguito a una collisione con l'ABe 8/8 22 avvenuta nell'ottobre 1980.
- ABDe 4/4 13: ceduta alla Ferrovia Trento-Malé.
- ABDe 4/4 14: modernizzata nel 1960; demolita nel 1963 in seguito a un incendio.
- ABDe 4/4 15: demolita nel 1959 in seguito a un incendio.
- ABDe 4/4 16: ricostruita con cassa in metallo nel 1975; atta all'impiego come mezzo di servizio.
- ABDe 4/4 17: ceduta alla SSIF nel 1963; restaurata come rotabile storico nel 1990 e destinata a treni speciali; declassata a veicolo di servizio (spartineve) nel settembre 2009. Radiata e inabile al servizio.
- ABDe 4/4 18: tra il 1945 e il 1965 la motrice è stata equipaggiata (lato bagagliaio) con un organo di presa di corrente adeguato alla circolazione sulla linea della Vallemaggia[1]. Ceduta alla SSIF come rottame nel 1967 in seguito a una collisione con l'ABe 8/8 22 avvenuta nell'agosto dello stesso anno. Ricostruita nel 1972 con cassa in metallo; in un primo tempo verniciata in rosso e classificata De 4/4 18. Atta all'impiego come mezzo di servizio.